# Aeroportos de Moçambique, E.P.

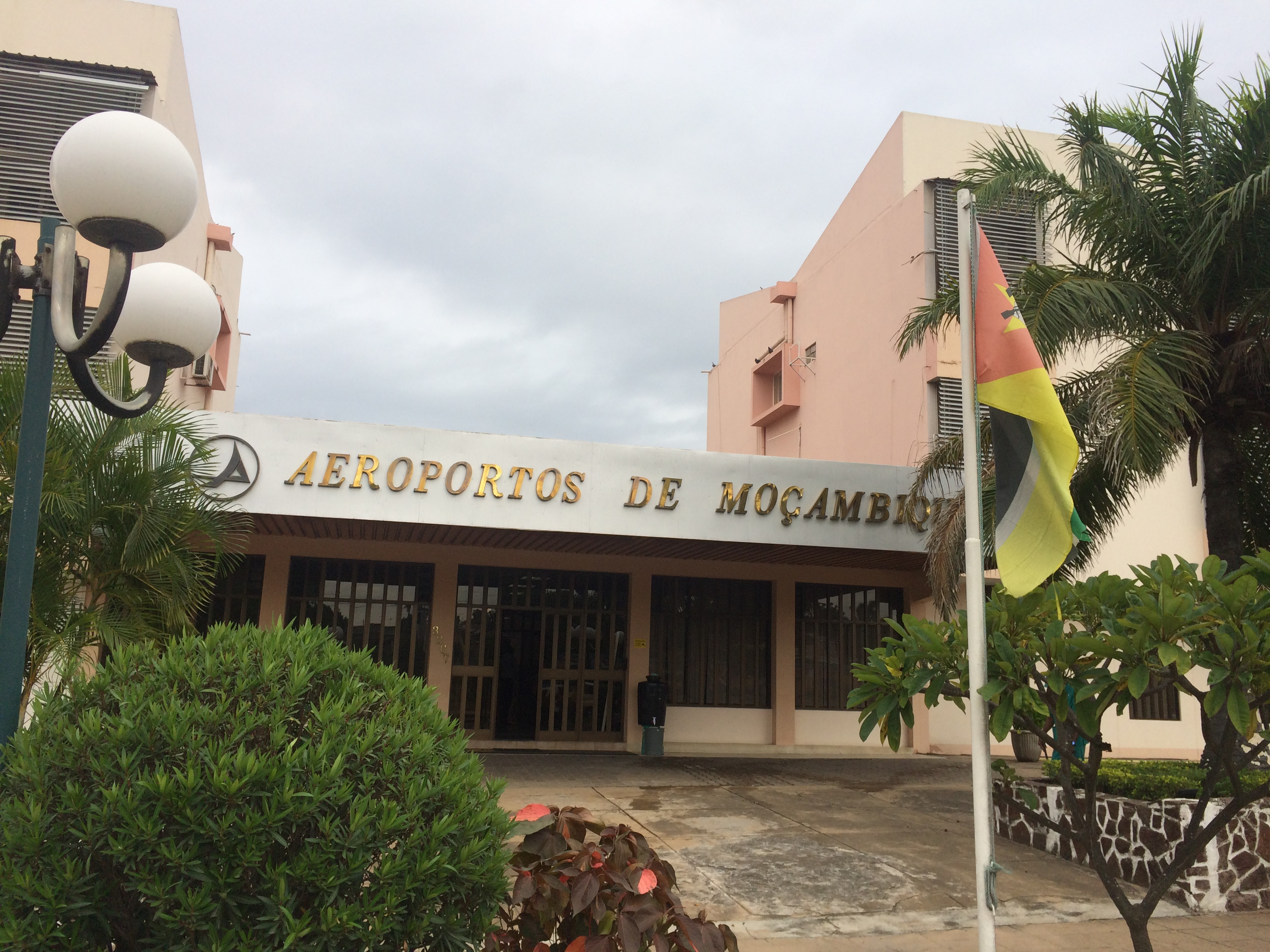
Sede da Aeroportos de Moçambique, E.P. no aeroporto de Maputo

Aeroportos de Moçambique, E.P., também conhecida por sua sigla ADM, EP, é uma empresa pública moçambicana responsável pela gestão dos aeroportos e aeródromos do país. Tem a sua sede na cidade de Maputo.

## Histórico
O primeiro serviço criado especificamente para gerir as infra-estruturas aeroportuárias foram os Serviços de Aeronáutica Civil (SAC), em 11 de Maio de 1954. Depois da independência nacional foi criada a Direcção Nacional de Aviação Civil, em 1976, com o objectivo de coordenar a aviação civil moçambicana.
Uma profunda reorganização do sector levou à fundação, em 1 de Novembro de 1980, da Empresa Nacional dos Aeroportos de Moçambique E.E. (Empresa Estatal). Esta teve o seu estatuto transformado de empresa estatal em empresa pública, e a denominação mudada para a actual, em 10 de Fevereiro de 1998.